# Молекулярна орбіталь

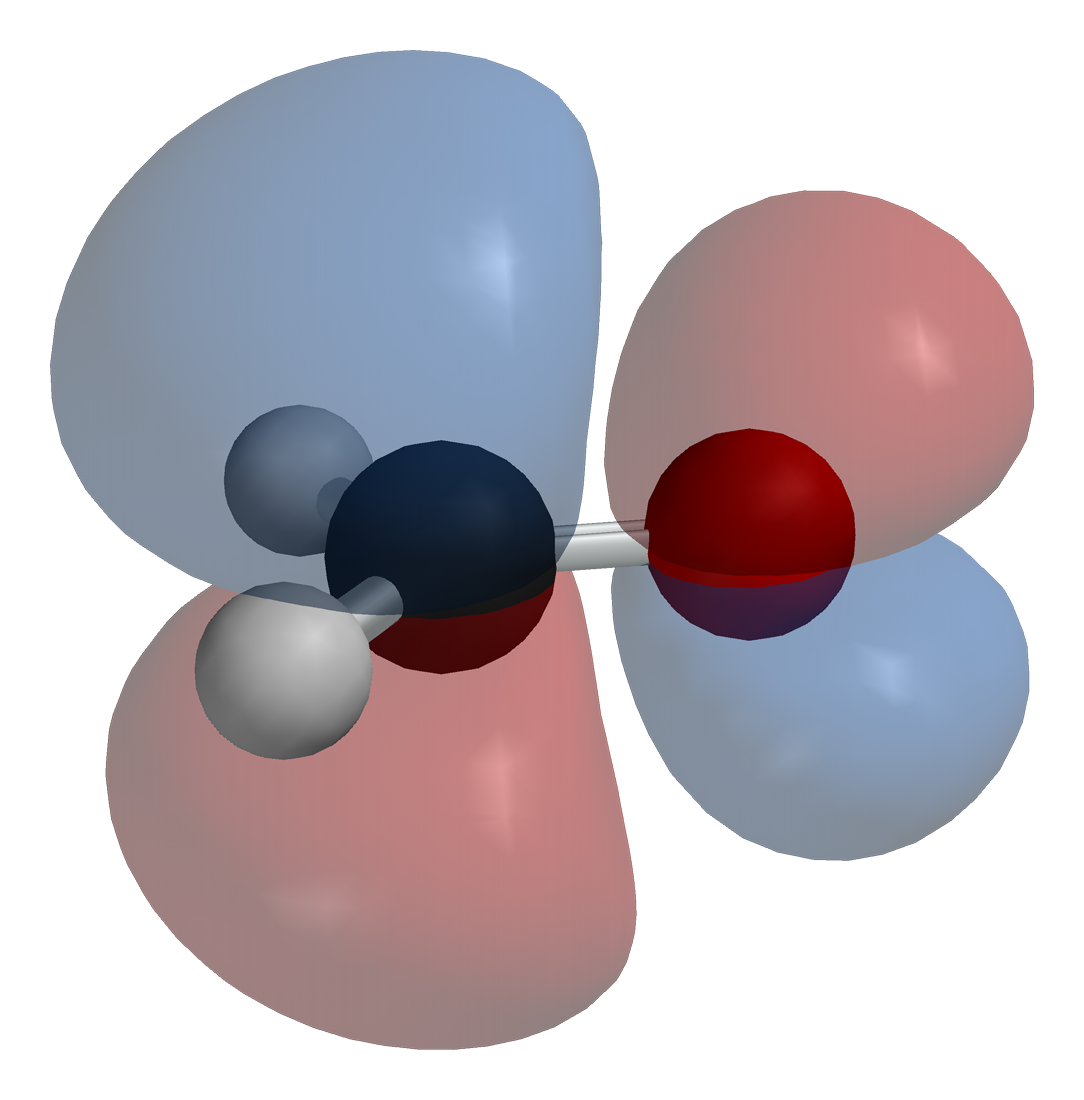
Одна з молекулярних орбіталей (LUMO) формальдегіду

Молекулярна орбіталь — наближена хвильова функція електронів молекули, утворена суперпозицією атомних орбіталей різних атомів.

## Загальна характеристика
Електронний стан, який описується молекулярною орбіталлю, делокалізований у межах усієї молекули.
Зазвичай хвильова функція молекули шукається у вигляді детермінанта Слейтера, утвореного із молекулярних орбіталей із невідомими коефіцієнтами. Коефіцієнти знаходяться із розв'язку рівняння Шредінгера одним із методів квантової механіки, наприклад, варіаційним методом, одним з яких є метод Гартрі — Фока.
Одноелектронна хвильова функція, що описує рух електрона в ефективному полі ядер та інших електронів молекули як цілого. Така орбіталь звичайно простягається на всю молекулу
або на багато атомів у молекулі і представляється як комбінація атомних орбіталей. Графічно дається у вигляді контурної діаграми, на якій хвильова функція має певне значення, чи вказується область простору, де фіксована висока (вибрана довільно, наприклад, 95 %) ймовірність знаходження електрона, що займає цю орбіталь, з наведенням знаку (+ чи –) хвильової функції в кожній частині цієї області.

## Вища ЗМО та нижча ВМО

Схематичне зображення HOMO та LUMO

В основному стані молекули її електрони заповнюють усі орбіталі з найменшими енергіями. Та орбіталь, яка серед заповнених в основному стані має найбільшу енергію, зазвичай в літературі позначається абревіатурою ВЗМО (вища зайнята молекулярна орбіталь) або частіше англійською абревіатурою HOMO (highest occupied molecular orbital — найвища заповнена молекулярна орбіталь).
Наступна за енергією орбіталь називається НВМО (найнижча вакантна молекулярна орбіталь) або LUMO (lowest unoccupied molecular orbital — найнижча незаповнена молекулярна орбіталь). НВМО — повністю чи частково вакантна молекулярна орбіталь, що має найнижчу енергію з усіх незаселених орбіталей хімічної частинки. Її енергія отримується при розрахунках методом молекулярних орбіталей і представляє спорідненість до електрона даної молекулярної частинки, а також може характеризувати реактивність такої частинки як електрофілу.
Локалізована молекулярна орбіталь — молекулярна орбіталь, що простягається не на всю молекулу, а лише на певний її фрагмент, та є просторово виділеною з-поміж інших орбіталей, наприклад, молекулярна орбіталь типу σ, що наближено описує C–H зв'язок у метані.

## Однозаселена молекулярна орбіталь (ОЗМО)
- 1. Заселена одним електроном вища зайнята молекулярна орбіталь радикала.
- 2. У загальному випадку — будь-яка молекулярна орбіталь, на якій є один електрон.

## Антизв'язуюча орбіталь
Молекулярна орбіталь, яка є комбінацією атомних орбіталей, і
має енергію, вищу за енергії атомних орбіталей, що входять до
її складу. Наявність на ній електронів послаблює хімічні
зв'язки. Вона може бути описана як наслідок такої взаємодії
атомних орбіталей на зв'язуваних атомах, яка приводить до
зменшення електронної густини в між'ядерному просторі та
до дестабілізації молекулярної частинки. Для двохатомних
молекул — молекулярна орбіталь, в якій електронна густина
сконцентрована не в між'ядерному просторі, а поза ним.
Антизв'язуючі електрони — електрони, які займають незв'язуючі молекулярні орбіталі, їх
наявність веде до послаблення зв'язків.

## Аналіз молекулярних орбіталей води
Для аналізу симетрії МО на основі результатів квантовохімічних розрахунків необхідно:
1. визначити точкову групу молекули
2. провірити, яка система координат використана у розрахунку і чи збігаються елементи симетрії з приведеними у таблиці характерів
3. якщо раніше підготовлена таблиця симетризованих орбіталей, корисно нею скористуватися.

- Декартові координати дозволяють визначити структуру атомів молекули і її орієнтацію у просторі.
- Точкова група молекули {\displaystyle -C_{2v}}.
- Напівемпіричний розрахунок виконаний у валентному наближенні, враховується вісім електронів (ne=8): шість електронів атому О і по одному електрону від двох атомів Н. Відповідно, чотири МО із шести зайняті.

|   |   | x  | y     | z    |
| - | - | -- | ----- | ---- |
| 1 | O | 0. | 0.    | 0.   |
| 2 | H | 0. | 0.76  | 0.59 |
| 3 | H | 0. | -0.76 | 0.59 |

Матриця коефіцієнтів розкраду МО по АО {\displaystyle \{C_{\mu i}\}} для молекули води, отримана півемпіричним методом РМЗ, має наступний вигляд:
|   |   |                                                                                         | {\displaystyle \phi _{1}} | {\displaystyle \phi _{2}} | {\displaystyle \phi _{3}} | {\displaystyle \phi _{4}} | {\displaystyle \phi _{5}} | {\displaystyle \phi _{6}} |
| - | - | --------------------------------------------------------------------------------------- | ------------------------- | ------------------------- | ------------------------- | ------------------------- | ------------------------- | ------------------------- |
| 1 | O | {\displaystyle 2s} {\displaystyle 2p_{x}} {\displaystyle 2p_{y}} {\displaystyle 2p_{z}} | 0.878 0. -0.108           | 0. 0. 0.770 0.            | 0.339 0. 0.826            | 0. 1.000 0.               | 0.336 0. -0.552           | 0. 0. 0.638 0.            |
| 2 | H | 1s                                                                                      | 0.329                     | 0.451                     | -0.317                    | 0.                        | 0.539                     | -0.545                    |
| 3 | H | 1s                                                                                      | 0.329                     | -0.451                    | -0.317                    | 0.                        | 0.539                     | 0.545                     |

Щоб визначити симетрію кожної МО, необхідно проаналізувати коефіцієнти {\displaystyle C_{\mu i}}. Так як у одну й ту ж МО не могуть входити атомні чи симетризовані орбіталі, які перетворюються по різним неприводимим представленням (НП) групи, для визначення симетрії МО достатньо розглянути лише декотрі найбільш характерні вклади:
- У молекулярну орбіталь {\displaystyle \phi _{1}}с ненульовими коефіцієнтами входять лише повносиметричні АО: {\displaystyle 2s(O)(C_{11}=0.878),2pz(O)} та повносиметрична комбінація {\displaystyle 1s(H1)+1s(H2),} з цього слідує, що МО {\displaystyle \phi _{1}} має симетрію {\displaystyle a_{1}}.
- МО {\displaystyle \phi _{2}} має симетрію {\displaystyle b_{2}}, оскільки вона побудована з АО {\displaystyle 2p_{y}(O)} і симетризованої орбіталі виду {\displaystyle 1s(H1)\quad -\quad 1s(H2),} які перетворюються по НП {\displaystyle b_{2}}.
- МО {\displaystyle \phi _{3}} має симетрію {\displaystyle a_{1}}, оскільки, як і для {\displaystyle \phi _{1}}, вона є лінійною комбінацією орбіталей, які перетворюються по цьому НП. Тк як це вже друга МО симетрії {\displaystyle a_{1}}, їй присвоюється номер 2: «{\displaystyle 2a_{1}}» на відміну від МО {\displaystyle \phi _{1}} {\displaystyle 1a_{1}}.
- HOMO {\displaystyle \phi _{4}} складається тільки з {\displaystyle p_{x}}АО атома О і має симетрію {\displaystyle b_{1}}.
- LUMO {\displaystyle \phi _{5}} включає АО {\displaystyle 2s(o)}, цього достатньо, щоб приписати їй симетрію {\displaystyle a_{1}}; це третя повносиметрична МО.
- МО {\displaystyle \phi _{6}} з більшим вкладом АО {\displaystyle 2p_{y}(O)} має симетрію {\displaystyle b_{2}}.

Таким чином, згідно результатам даного розрахунку, молекула води в основному стані має електронну конфігурацію {\displaystyle (1a_{1})^{2}(1b_{2})^{2}(2a_{1})^{2}(1b_{1})^{2}(3a_{1})^{0}(2b_{2})^{0}.}